# حرائق غابات يوتا 2020
حرائق غابات يوتا 2020 كانت سلسلة من حرائق الغابات البارزة في جميع أنحاء ولاية يوتا، استمرت من 1 يونيو حتى 30 أكتوبر، كما هو محدد في قانون الولاية. جزء من موسم حرائق الغابات في غرب الولايات المتحدة لعام 2020، شهدت ولاية يوتا أعدادًا قياسية من الحرائق التي يتسبب فيها الإنسان. أكبر حريق في هذا الموسم حريق إيست فورك الذي أحرق مساحة قدرها 89568 فدانًا. في المجموع بلغت تكاليف إخماد الحرائق ما لا يقل عن 103 مليون دولار (2020 دولار أمريكي).
من بين 1547 حرائق في ولاية يوتا خلال عام 2020، كان 1،202 (78٪) من فعل الإنسان، متجاوزًا الرقم القياسي لعام 2015 البالغ 937. شكلت هذه الحرائق ما يقرب من 100،000 من إجمالي 329،732 فدانًا تم حرقها خلال هذا الموسم. يُعزى الارتفاع الكبير في الحرائق التي يسببها الإنسان إلى جائحة كوفيد 19، حيث أجبر الاستجمام في الخارج بمعدلات أعلى.

## خلفية
في 27 مايو لاحظت ولاية يوتا 237 حريقًا هائلًا (95٪ منها تسبب فيها الإنسان)، زيادة تقارب أربعة أضعاف مقارنة بحرائق الغابات التي حدثت في الموسم السابق والتي بلغت 67 حريقًا تم تسجيلها في نفس التاريخ. طوال الموسم المبكر تجاوزت أعداد الحرائق التي حطمت الرقم القياسي (خاصة التي يسببها الإنسان) مكافئات الموسم السابق. هذا إلى جانب نبع حار وجاف بشكل غير طبيعي أدى بمسؤولي الإطفاء وعلماء الأرصاد الجوية وعلماء الهيدرولوجيا إلى الاعتقاد بأن الموسم سيكون نشطًا بشكل غير عادي.